# Đỗ Minh Dũng
Đỗ Minh Dũng là Thiếu tướng Công an nhân dân Việt Nam. Ông hiện giữ chức vụ Phó Cục trưởng Cục Cảnh sát Phòng cháy chữa cháy và Cứu nạn cứu hộ, Bộ Công an (Việt Nam).

## Tiểu sử
Đỗ Minh Dũng là đảng viên Đảng Cộng sản Việt Nam.
Tháng 9 năm 2015, Đỗ Minh Dũng là Đại tá, Thủ trưởng Cơ quan Cảnh sát điều tra, Phó Giám đốc Công an tỉnh Kiên Giang.
Ngày 20 tháng 11 năm 2015, Đại tá Đỗ Minh Dũng, Phó Giám đốc Công an tỉnh Kiên Giang được điều động, bổ nhiệm giữ chức vụ Phó Cục trưởng Cục Cảnh sát Phòng cháy chữa cháy và Cứu nạn cứu hộ, Bộ Công an (Việt Nam).
Từ tháng 7 năm 2016 đến nay, Đỗ Minh Dũng là Thiếu tướng, Phó Cục trưởng Cục Cảnh sát Phòng cháy chữa cháy và Cứu nạn cứu hộ, Bộ Công an (Việt Nam).

## Lịch sử thụ phong quân hàm
- Đại tá
- Thiếu tướng (2016)